# バカ郡 (コロラド州)
座標: 北緯37度32分 西経102度56分 / 北緯37.533度 西経102.933度
バカ郡（英: Baca County）は、アメリカ合衆国のコロラド州の南東端にある郡。人口は3,506人（2020年）。郡庁所在地はスプリングフィールド（Springfield）。
郡内には国指定歴史街道のサンタフェ・トレイルが通っている。

## 歴史
バカ郡は1889年4月16日に、コロラド州議会によってラス・アニマス郡の東部が独立する形で設立された。バカ郡という名は開拓者でコロラド準州議会議員のフェリペ・バカに敬意を表して名づけられた。

## 地理
アメリカ合衆国国勢調査局によると、この郡は総面積6,623 km2 (2,557 mi2) である。このうち6,619 km2 (2,556 mi2)が陸地で、4 km2 (1 mi2) が海や湖などの水地域である。総面積のうち0.05%が水地域となっている。

### 隣接する郡
- プロワーズ郡（北）
- スタントン郡 (カンザス州)（東）
- モートン郡 (カンザス州)（東）
- シマロン郡 (オクラホマ州)（南）
- ユニオン郡 (ニューメキシコ州)（南西）
- ラスアニマス郡（西）
- ベント郡（北西）

## 人口動静

2000年の人口ピラミッド

2000年国勢調査によると、バカ郡には4,517人、1,905世帯、及び1,268家族が暮らしている。人口密度は1/km2 (2/mi2) で、0/km2 (1/mi2) の平均的な密度に2,364軒の住居が建っている。この郡の人種の構成は白人93.73%、黒人（アフリカ系アメリカ人）0.04%、先住民1.20%、アジア系0.15%、太平洋諸島系0.09%、その他の人種2.99%、及び混血1.79%で、7.02%の人々がヒスパニックまたはラテン系である。
バカ郡に住む1,905世帯のうち、28.40%は18歳未満の子供と暮らしており、56.80%は夫婦で生活している。7.50%は未婚の女性が世帯主であり、33.40%は家族以外の住人と同居している。30.40%は独居で、全世帯の15.70%は65歳以上の独居老人世帯である。1世帯あたりの平均人数は2.33人であり、家庭の場合は2.90人である。
郡の住民は24.50%が18歳未満の子供で、18歳以上24歳以下が5.90%、25歳以上44歳以下が22.70%、45歳以上64歳以下が24.50%、および65歳以上が22.40%となっている。平均年齢は43歳である。女性100人ごとに対して男性は99.00人いて、18歳以上の女性100人ごとに対して男性は95.50人いる。
郡の世帯ごとの平均収入は28,099米ドルで、家族ごとでは34,018米ドルである。男性の23,169米ドルに対して女性は18,292米ドルの平均的な収入がある。この郡の一人当たりの収入 (per capita income) は15,068米ドルである。総人口の16.90%、家族の12.90%は貧困線以下である。18歳未満の子供の21.60%および65歳以上の13.30%は貧困線以下の生活を送っている。

## 都市および町
- スプリングフィールド (en:Springfield, Colorado)
- カンポ (en:Campo, Colorado)
- デオーラ (en:Deora, Colorado)
- ライカン (en:Lycan, Colorado)
- プリチェット (en:Pritchett, Colorado)
- トゥー・ビューツ (en:Two Buttes, Colorado)
- ユーシーヴィル (en:Utleyville, Colorado)
- ビラス (en:Vilas, Colorado)
- ウォルシュ (en:Walsh, Colorado)